# Louis Vax
Louis Vax, né le 18 février 1924 à Metz (Moselle) et mort le 9 février 2020 à Nancy (Moselle) est un philosophe et écrivain français. Ses thèmes de prédilection sont la littérature fantastique ainsi que l'empirisme logique, qu'il garde tout au long de sa vie.

## Biographie
En 1940, Louis Vax est expulsé de Moselle avec sa famille. Il reprend des études à l'École normale d'instituteurs de Strasbourg. Engagé volontaire en 1944. Il revient ensuite à Nancy pour préparer une licence de philosophie, tout en étant instituteur de 1946 à 1957. Il est docteur d'État en philosophie en 1965 et devient professeur à l'université de Nancy. 

## Œuvres
- L’Art et la littérature fantastique (PUF, 1960, rééd. 1974)
- La Séduction de l’étrange. Étude sur la littérature fantastique (PUF, 1965, éd. Quadrige, 1987)
- Critique de la profondeur (Publications de la Faculté des Lettres et sciences humaines de Nancy, 1967)
- L’Empirisme logique de Bertrand Russell à Nelson Goodman (PUF, 1970)
- Les Chefs-d’œuvre de la littérature fantastique (PUF, 1979)
- Lexique/Logique (PUF, 1982)
- La Poésie philosophique (PUF, 1985)
- Les Philosophes au pays des spectres (Université de Nancy II, Institut de Philosophie, Archives Henri-Poincaré, 2002)